# Burgstelle Schallon
Die Burgstelle Schallon, auch Schanze genannt, ist eine abgegangene Höhenburg bei 835 m ü. NN auf dem „Stierjörgenfelsen“ 3800 Meter nördlich der Kirche in Wurmlingen in der Nähe der Gemeinde Rietheim-Weilheim im Landkreis Tuttlingen in Baden-Württemberg.
Von der 1612 im Gadner-Atlas erwähnten Burg waren 1604 noch Mauerreste und ein Keller erhalten. Heute ist nichts mehr erhalten.